# Gõ kiến bụng trắng
Dryocopus javensis là một loài chim trong họ Picidae.

## Hình ảnh

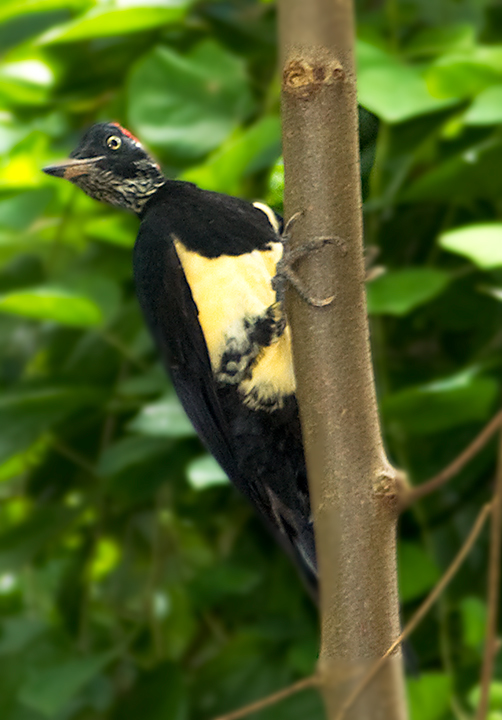
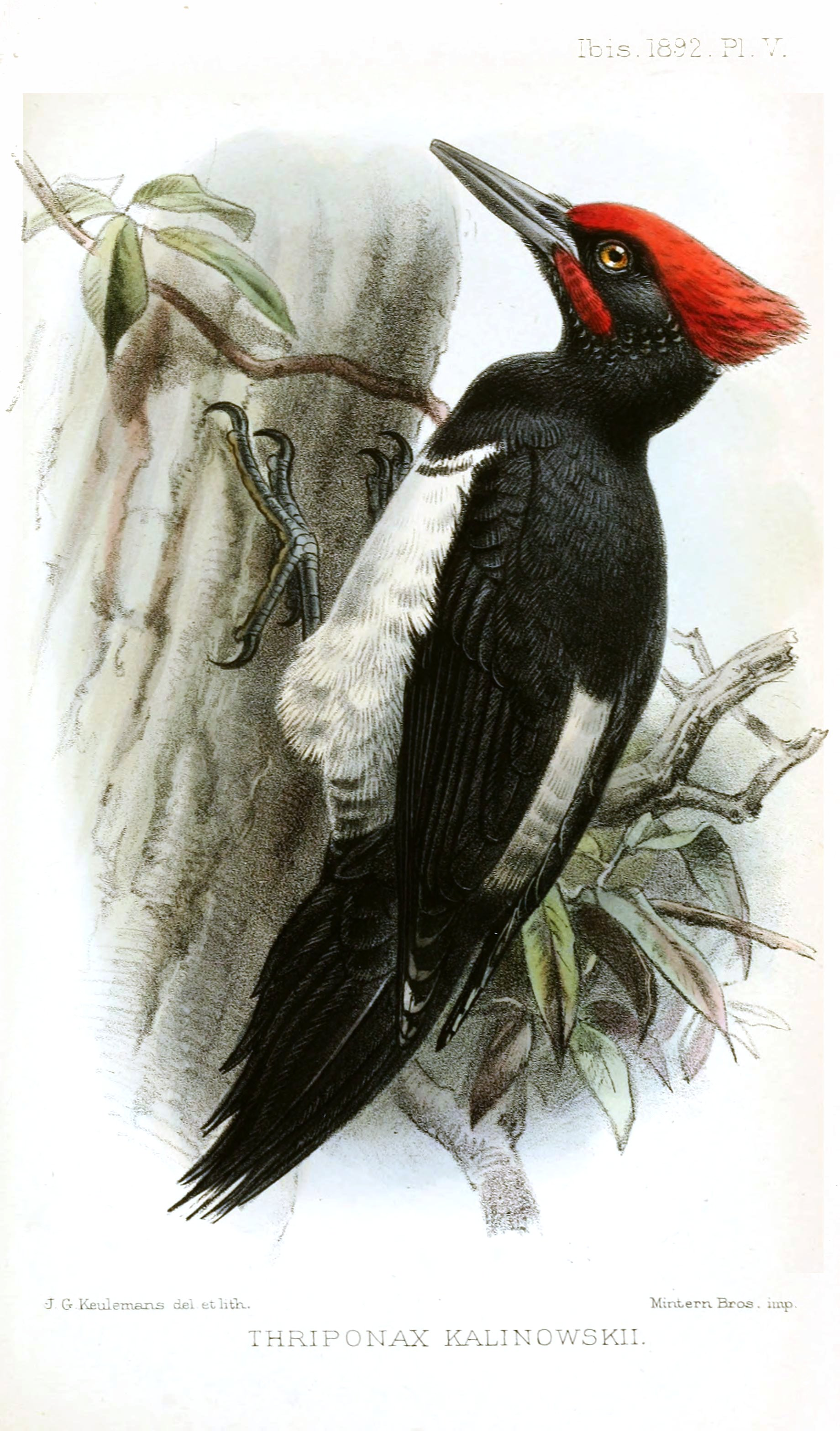